# Falseta
Als Falseta wird im Flamenco ein instrumentales Zwischenspiel, traditionell der Flamencogitarre oder anderer Musikinstrumente im Rahmen einer Gesangs- oder Tanzdarbietung bezeichnet. In rein instrumental ausgeführten Flamencostücken dient die Bezeichnung Falseta zur Unterscheidung von Passagen mit melodischen Elementen von überwiegend im Rasgueado ausgeführten, akkordischen Texturen. Auch wenn Falsetas gelegentlich Elemente der Gesangs aufgreifen, bleiben sie grundsätzlich der Idiomatik der Flamencogitarre verpflichtet.
Als Einleitung einer Flamenco-Darbietung dient die Falseta zur Einstimmung in Tempo, rhythmische Struktur, Tonart und charakteristische Grundstimmung (spanisch aire) eines Palo. In den verschiedenen Palos unterliegt die Gestaltung einer Falseta dem entsprechenden Compás.
Vorläufer der heutigen Flamenco-Falsetas sind nach Ansicht von Rafael Andia die Diferencias (Variationen), die sich in großem Umfang in den Werken der spanischen Vihuelisten und in der historisch späteren Literatur für Barockgitarre finden.